# Augusta-Sophie du Royaume-Uni
La princesse Augusta Sophie de Hanovre, née le 8 novembre 1768 au palais de Buckingham à Londres et morte le 22 septembre 1840 à Clarence House est la deuxième fille et le sixième enfant du roi de Grande-Bretagne et d'Irlande, puis du Royaume-Uni, George III du Royaume-Uni, et de son épouse Charlotte de Mecklembourg-Strelitz. Elle était princesse du Royaume-Uni et du Hanovre.

## Biographie
Son père souhaitait ardemment une fille à sa naissance et sa mère la choya dans son enfance, mais la garda auprès d'elle et la coupa de la société, faisant d'elle une sorte de dame de compagnie. La reine mourut juste avant le cinquantième anniversaire de la princesse. Quelques princes demandèrent cependant sa main, comme le prince Frédéric-Adolphe de Suède, qu'elle refusa toujours et elle vécut donc célibataire. Elle était plutôt timide et détestait la foule. Elle appréciait le cirque de puces et collectionnait des pièces de monnaie.
Elle est enterrée à la chapelle Saint-Georges du château de Windsor.